# Johann Seelig
Johann Seelig (* 5. März 1787 in Hattersheim am Main; † 16. Mai 1861 in Hofheim am Taunus) war ein deutscher Schultheiß und Mitglied des Nassauischen Landtags.

## Leben
Johann Seelig wurde als Sohn des Müllers Johannes Thomas Seelig (1740–1800) und dessen Ehefrau Maria Margarethe Kinzler (1749–1802) geboren. 
Er war in seinem Heimatort Schultheiß (heute Bürgermeister), als er 
am 18. März 1833 als Nachfolger von Georg Hofmann aus der Gruppe der Grundbesitzer des Wahlkreises Wiesbaden ein Mandat für den Nassauischen Landtag erhielt. Hofmann boykottierte zusammen mit 14 weiteren Abgeordneten aus Protest gegen den Pairsschub von 1831 im Rahmen des Nassauischen Domänenstreites den Landtag. Aus diesem Grund wurde ihm das Mandat entzogen.
Am 4. Juni 1835 legte Seelig sein Mandat nieder. Nachfolger wurde Christian Gottlieb.